# イェーナ市電
イェーナ市電（イェーナしでん、ドイツ語: Straßenbahn Jena）は、ドイツの都市・イェーナ市内に路線網を有する路面電車。2021年現在は路線バスと共にイェーナ市が所有するイェーナ地方交通（Jenaer Nahverkehr GmbH）が運営している。

## 歴史
イェーナ市内に路面電車が開通したのは20世紀初頭、1901年4月6日であった。開通当初は2軸車が導入され、1両（単行）での運行が主体であったが、利用客の増加に伴い1909年からは付随車の連結運転が本格的に行われるようになった。また、その前年の1908年以降は路線網の延伸も実施された。第一次世界大戦後のインフレーションの影響により1922年から1924年にかけて運行を停止する事態に見舞われたものの、同年以降は線形改良による移設を含めた延伸が進み、1936年時点で18.33 kmの路線網が存在した。
第二次世界大戦中は従業員の徴兵による人員不足に見舞われ一部の路線が運休する事態になりながらも運行を続けたが、1945年4月の空襲によりカムドルフ橋（Camdorfer Brücke）が崩壊した事で全路線の運行が停止した。再開したのは終戦後の5月5日以降となったが、以降も部品不足などにより本格的な再開には数年を費やした。
戦後、東ドイツの路面電車となったイェーナ市電には東ドイツ製の車両が継続して導入された一方、1950年代から1960年代前半には路線の複線化や改修工事が継続して行われたが、モータリーゼーションの進展により路線網の多くを路線バスへ転換する動きが1960年代以降強まり、多くの路線が廃止された。だが、利用客の増加と共に路面電車の輸送力の高さが評価されたことに加えてオイルショックの影響でバスの運行がままならなくなった事態を受けて路面電車が見直されるようになり、1980年代以降は複線化工事の再開に加えて延伸計画も立てられるようになった。
ドイツ再統一後、イェーナ市電は再度存廃が議論されたものの、1991年に市議会は路面電車網の拡充を含めた今後の存続および近代化を決定した。これに基づいて劣化が進んだ既存の路線の改修工事が進められた他、1993年から新規路線の建設が始まり、1996年と1997年に開通した。更に2009年にも再度延伸が実施されており、2021年現在の総延長は26.45 kmに拡大している他、2023年には同年時点での1号線の終点となるツヴィッツェン・ループ（Zwätzen Schleife）から北部への全長1.1 kmの新規路線の建設がチューリンゲン州から助成金を獲得する形で承認され、2025年に建設を開始し2027年までに開通する予定となっている。車両についても1995年以降超低床電車の導入が継続して行われ、2003年以降は全列車が超低床電車に統一されている。

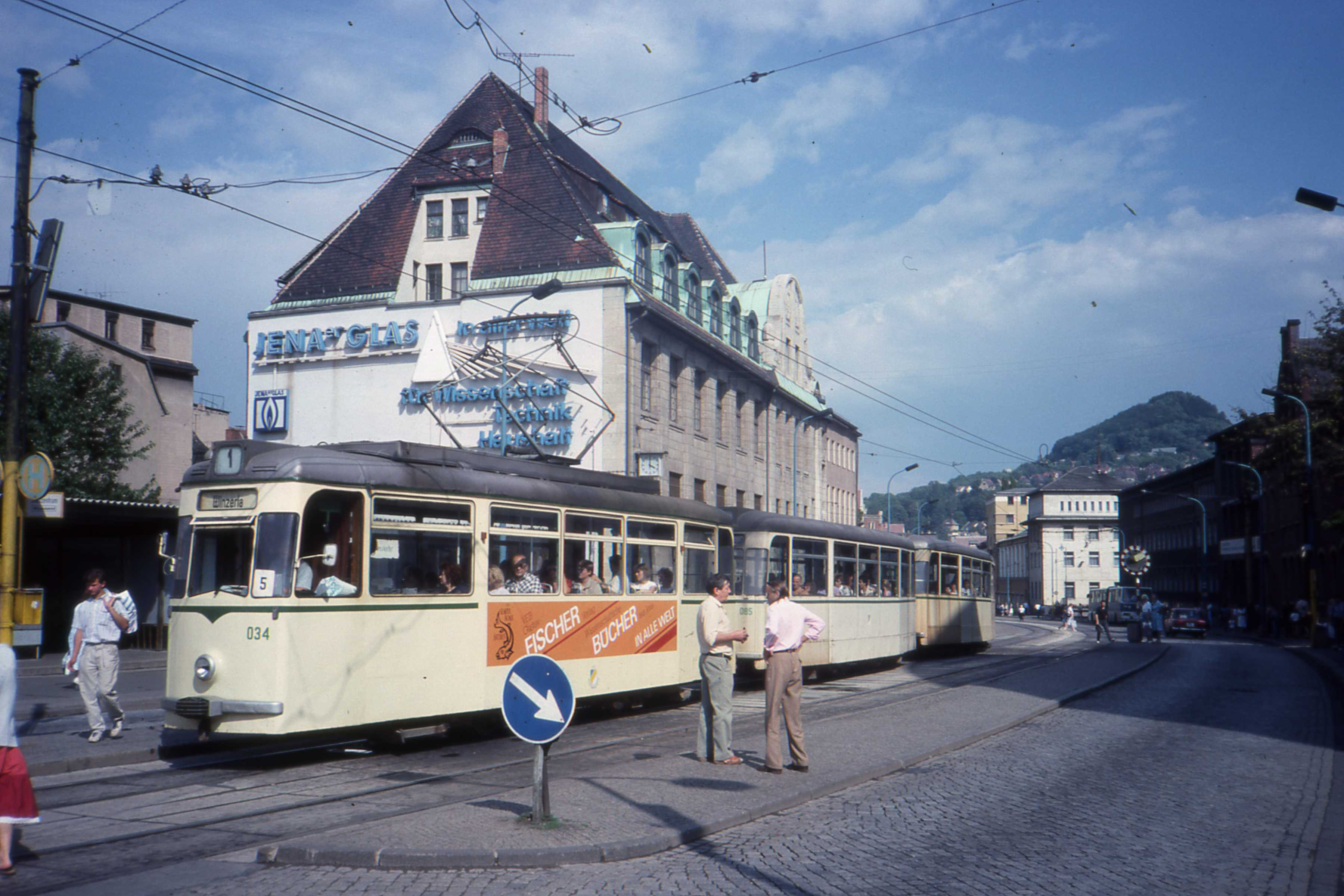
東ドイツ時代の主力車両であった2軸車（1989年）撮影

## 運行

系統図（2020年時点）

2021年現在、イェーナ市電では以下の5系統が運行している。
| 系統番号 | 起点             | 終点        | 備考・参考                                                       |
| -------- | ---------------- | ----------- | ---------------------------------------------------------------- |
| 1        | Zwätzen Schleife | Lobeda-West | 4号線とは経由区間が異なる Lobeda-West - Lobeda-Ostは深夜のみ運行 |
| 1        | Zwätzen Schleife | Lobeda-Ost  | 4号線とは経由区間が異なる Lobeda-West - Lobeda-Ostは深夜のみ運行 |
| 2        | Jena-Ost         | Winzerla    | [ 7 ]                                                            |
| 3        | Winzerla         | Lobeda-Ost  | [ 8 ]                                                            |
| 4        | Zwätzen Schleife | Lobeda-West | 1号線とは経由区間が異なる                                        |
| 5        | Ernst-Abbe-Platz | Lobeda-Ost  | [ 9 ]                                                            |

## 車両

### 営業用車両
2021年現在、イェーナ市電に在籍する営業用車両は全て超低床電車に統一されている。
- ブレーメン形 - 複数の企業によって展開された超低床電車。イェーナ市電には両運転台式の3車体連接車が導入され、1995年から2003年にかけて33両（601 - 633）が製造された。それまでの主力車両であった2軸車に代わるイェーナ市電の主力車両として長年にわたり使用されているが、老朽化が進んだ事から後述のように一部車両の置き換えが予定されており、そのうち10両はポーランドのウッチ市電（ウッチ）への譲渡が行われている[3][10][11][12]。
- トラミーノ - ポーランドのソラリスが開発し、2021年現在はスイスのシュタッドラー・レールが展開する超低床電車。イェーナ市電では2013年以降両運転台式の3車体連接車が5両（701 - 705）導入されており、ポーランド製の路面電車車両がドイツに導入された初の事例となっている。また、これらの車両にはイェーナの姉妹都市の愛称が付けられている[3][13][14][15]。
- トラムリンク - シュタッドラー・レールが展開する、超低床電車。老朽化したブレーメン形の置き換えを目的として2020年にイェーナ地方交通と交わした契約に基づいて開発・設計が行われており、導入費用の9,200万ユーロの一部は欧州連合（欧州地域開発基金）やテューリンゲン州の支援を受けている。これらの両運転台式車両には「トラムリンク800（Tramlink 800）」というブランド名が付けられている他、光学産業が重要な位置を占めるイェーナの「光の町（Lichtstadt）」という愛称にちなみ「リヒトバーン（Lichtbahn）」という愛称が与えられている。2023年5月に最初の車両が納入され、同年12月から営業運転を開始した。以降、2026年までに7車体連接車・16両、5車体連接車・17両の導入が予定されている[10][16][17][18][19][20]。

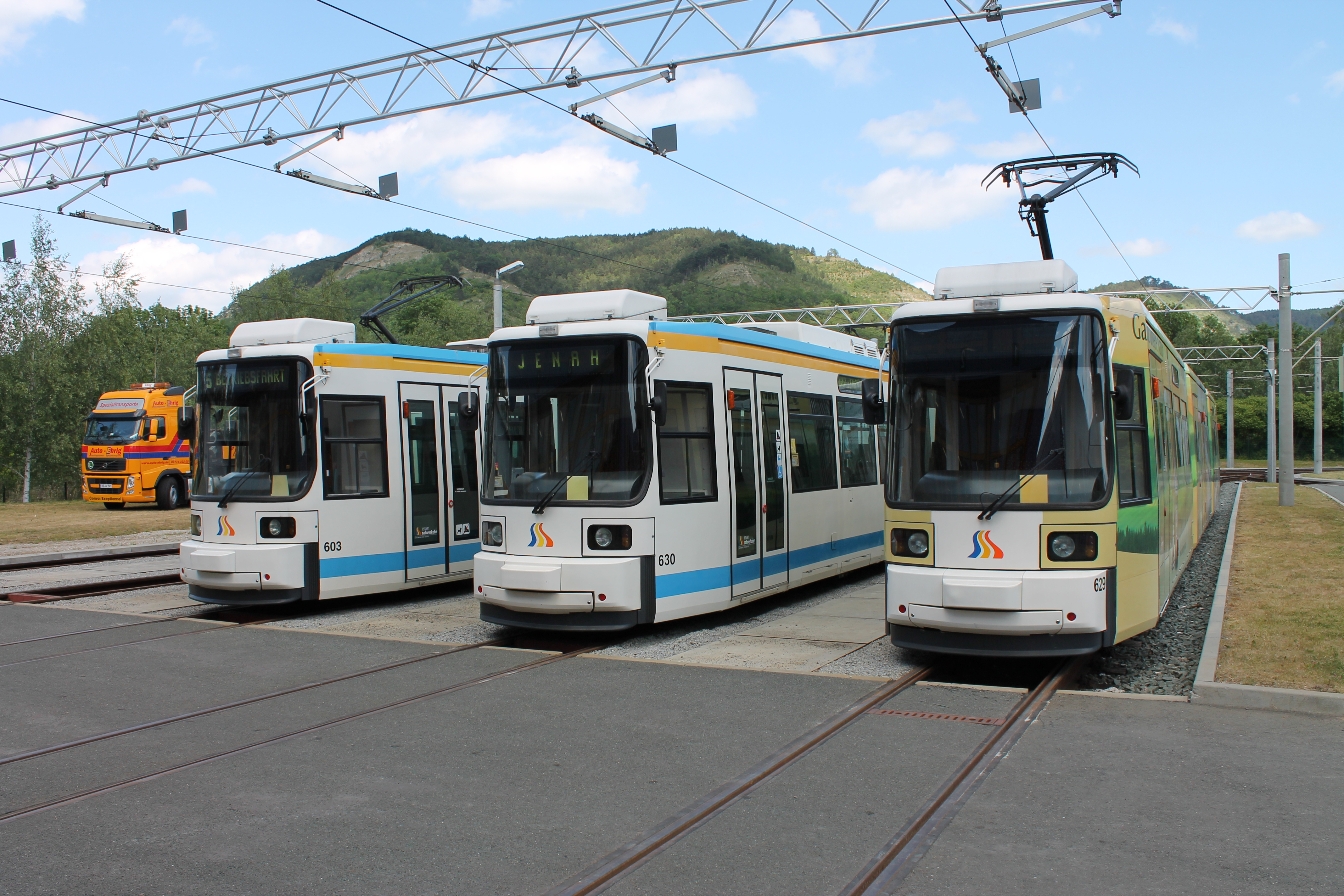
ブレーメン形（2012年撮影）
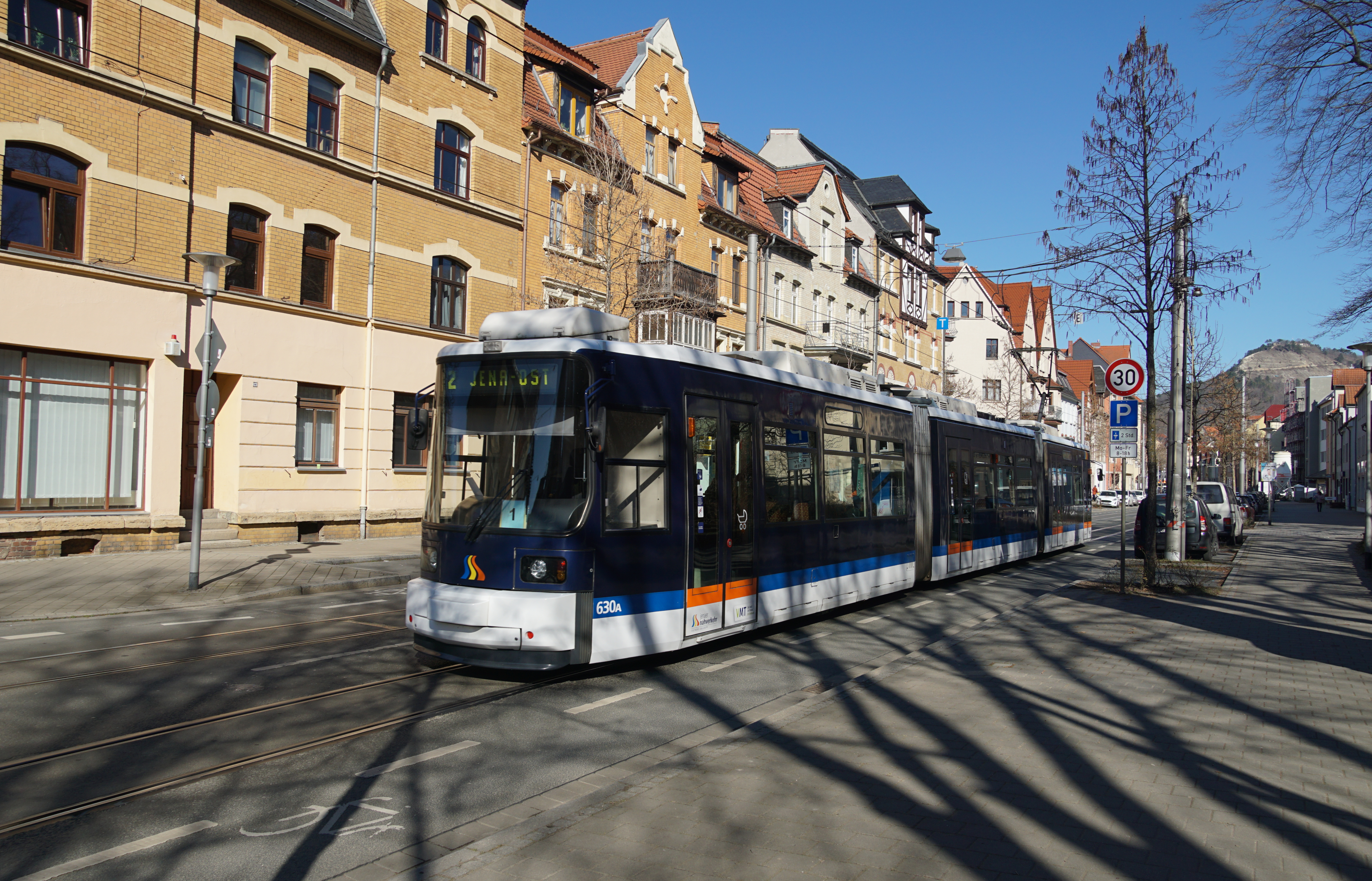
ブレーメン形（新塗装、2022年撮影）
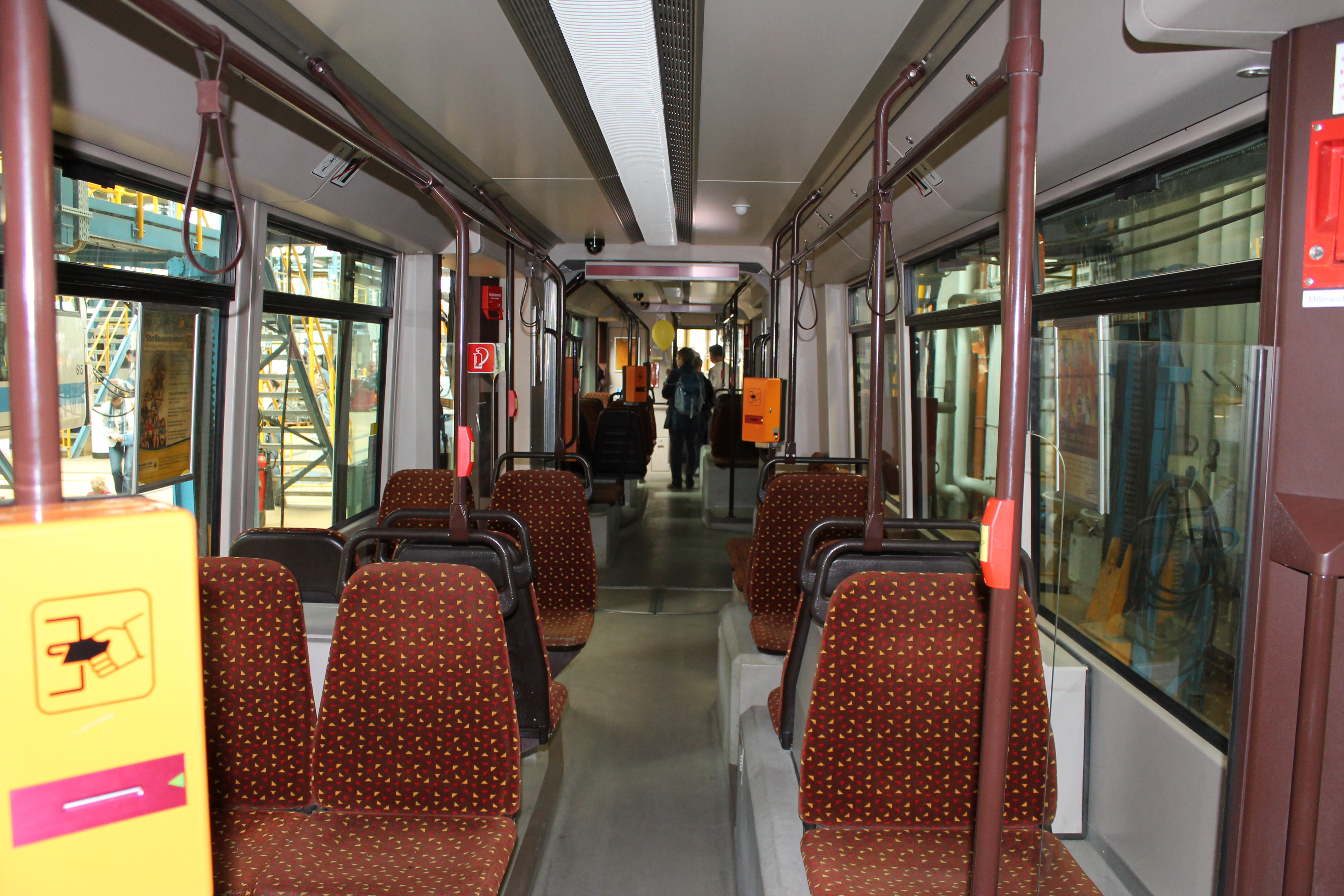
ブレーメン形（車内、2012年撮影）
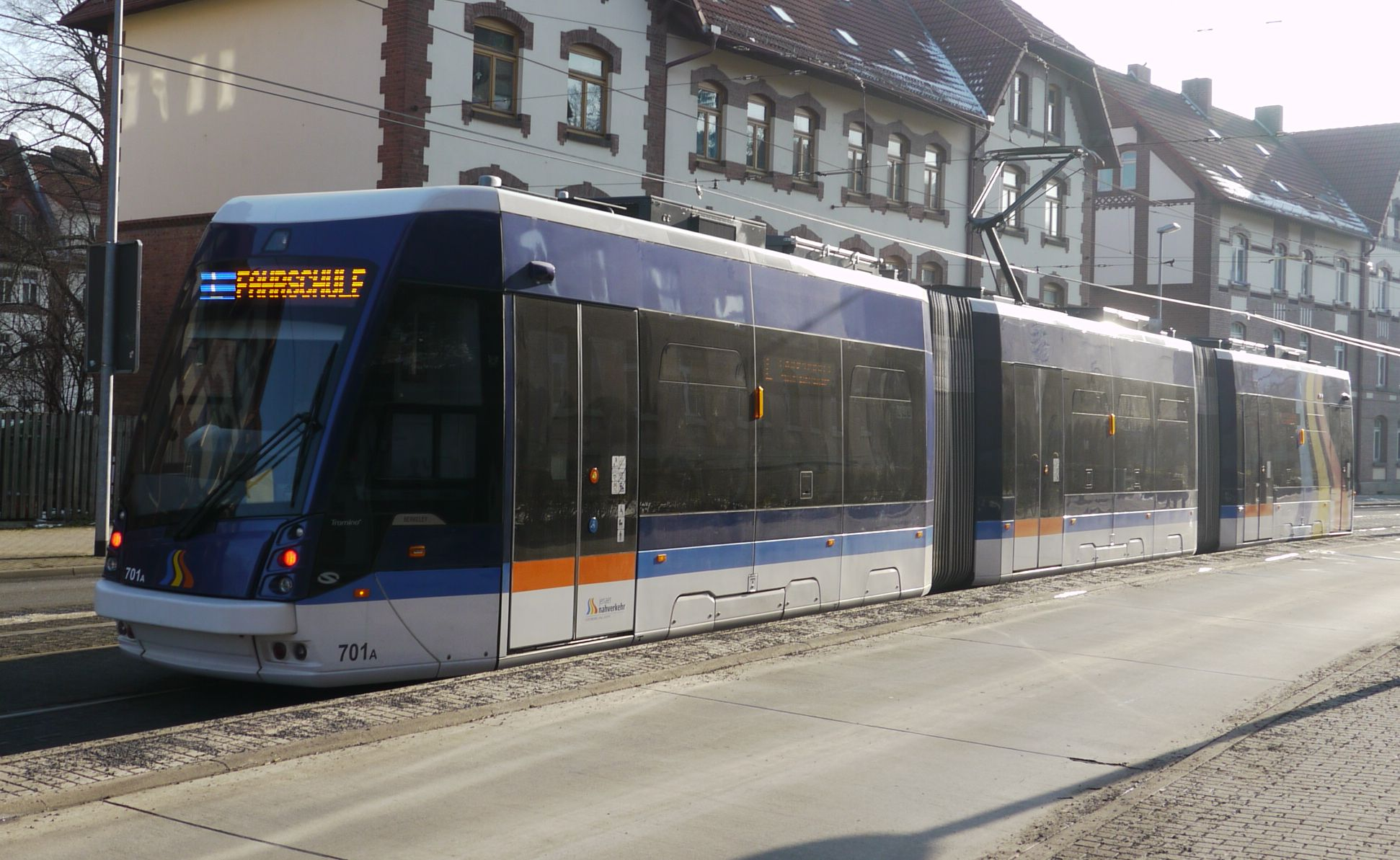
トラミーノ（2014年撮影）
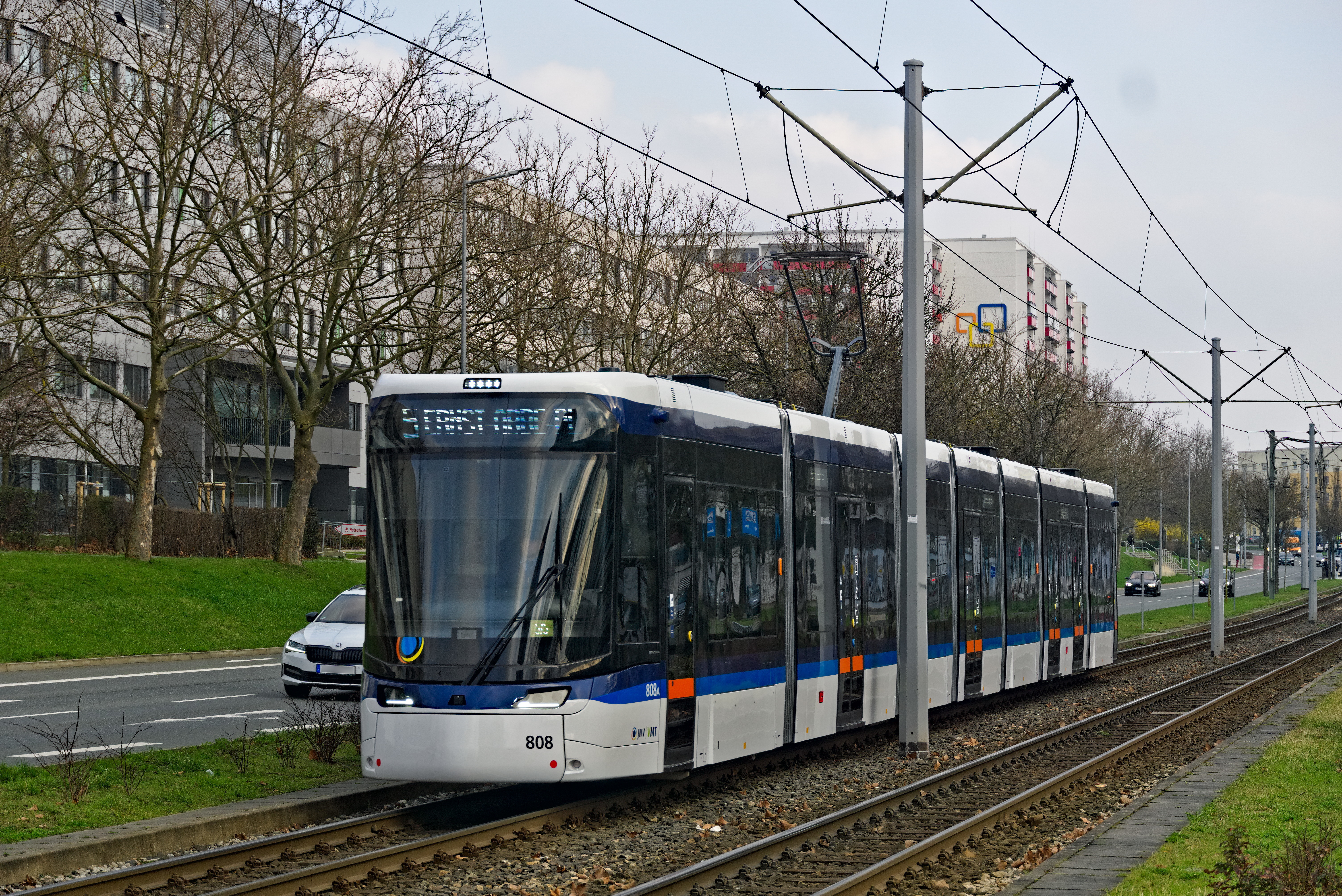
トラムリンク（2024年撮影）

### 団体用車両
イェーナ市電に在籍する車両のうち、ハイデルベルク市電から2003年に譲渡された「666」については団体用車両「Partywagen」に改造されており、2004年から使用されている。

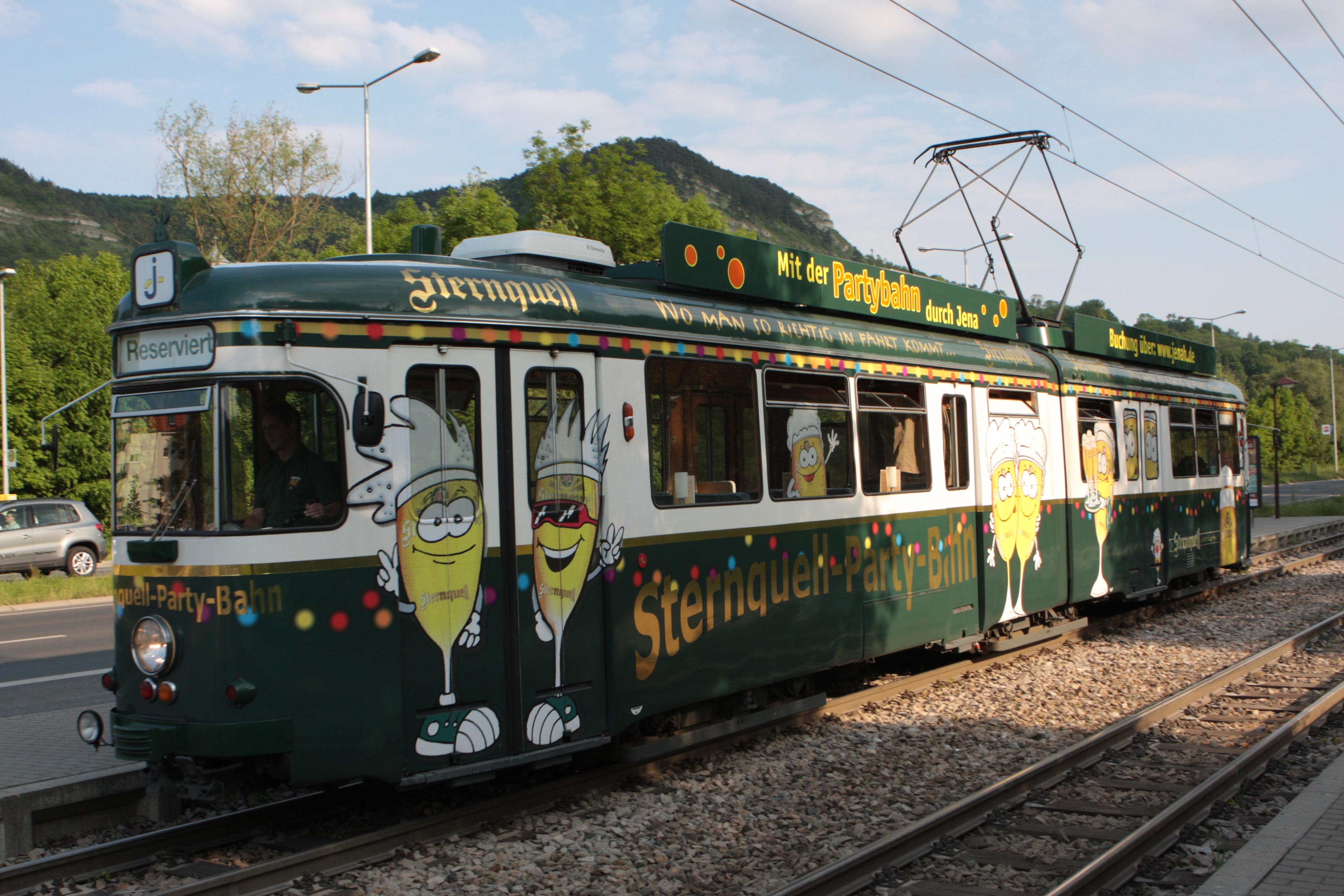
団体用車両「Partybahn」（2008年撮影）

### 動態保存車両
イェーナ市電は動態保存路線を除きドイツにおける最後の2軸車の営業運転が実施されていた路線であったが、ブレーメン形の導入に伴い2003年をもって営業運転を終了した。その後も以下の4両が動態保存車両として在籍している。
- 26 - 1929年に製造されたアイゼナハ市電向けの車両。同市電は1975年に廃止されたが、翌1976年に開通75周年を迎えたイェーナ市電へ譲渡された。2004年には再整備も実施されている。
- 101 - 1959年製、ゴータ車両製造製の2軸車。下記の付随車を牽引する運用にも対応する。
- 155 - 1959年製の2軸付随車。
- 189 - 1973年製の2軸付随車。

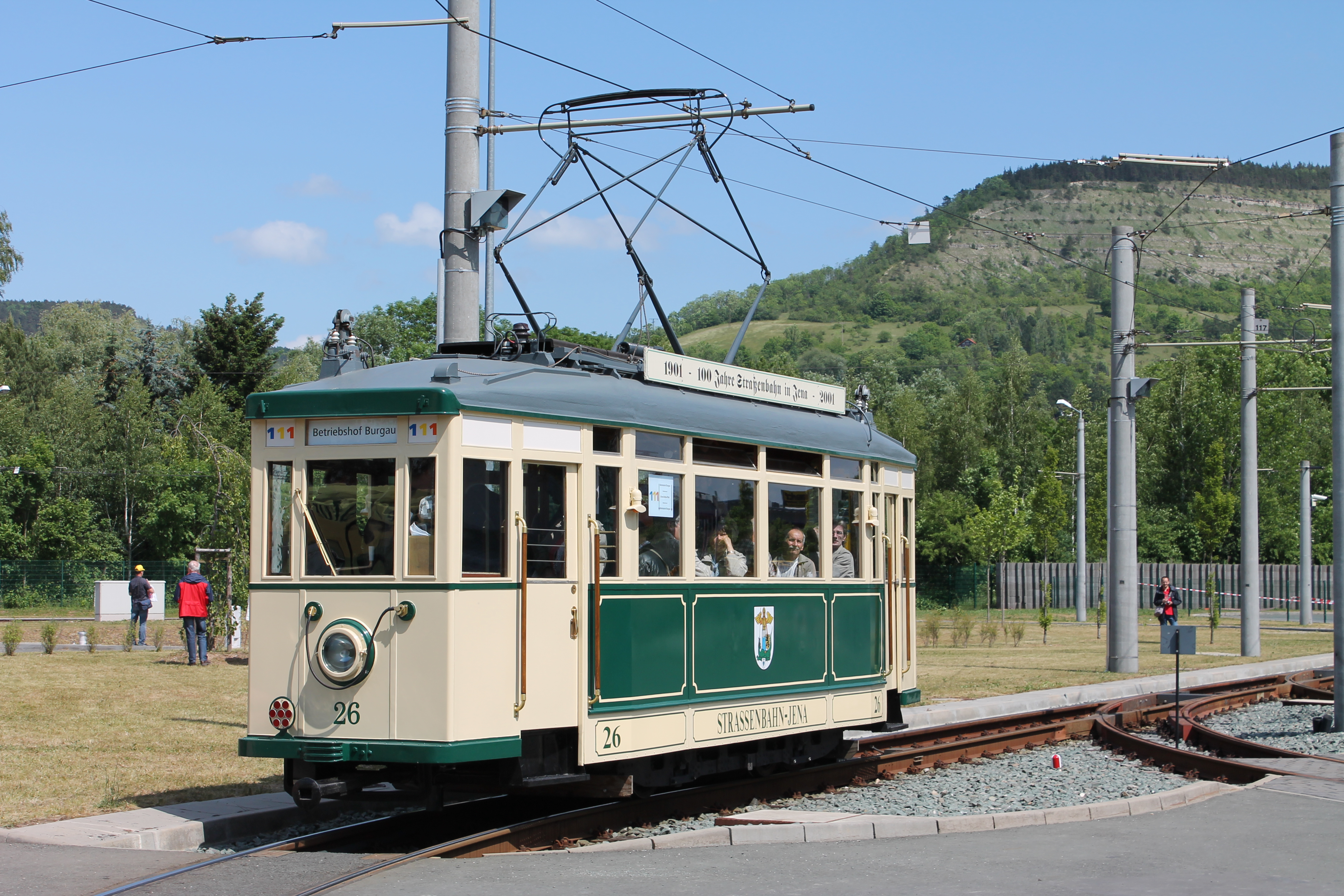
26（2012年撮影）
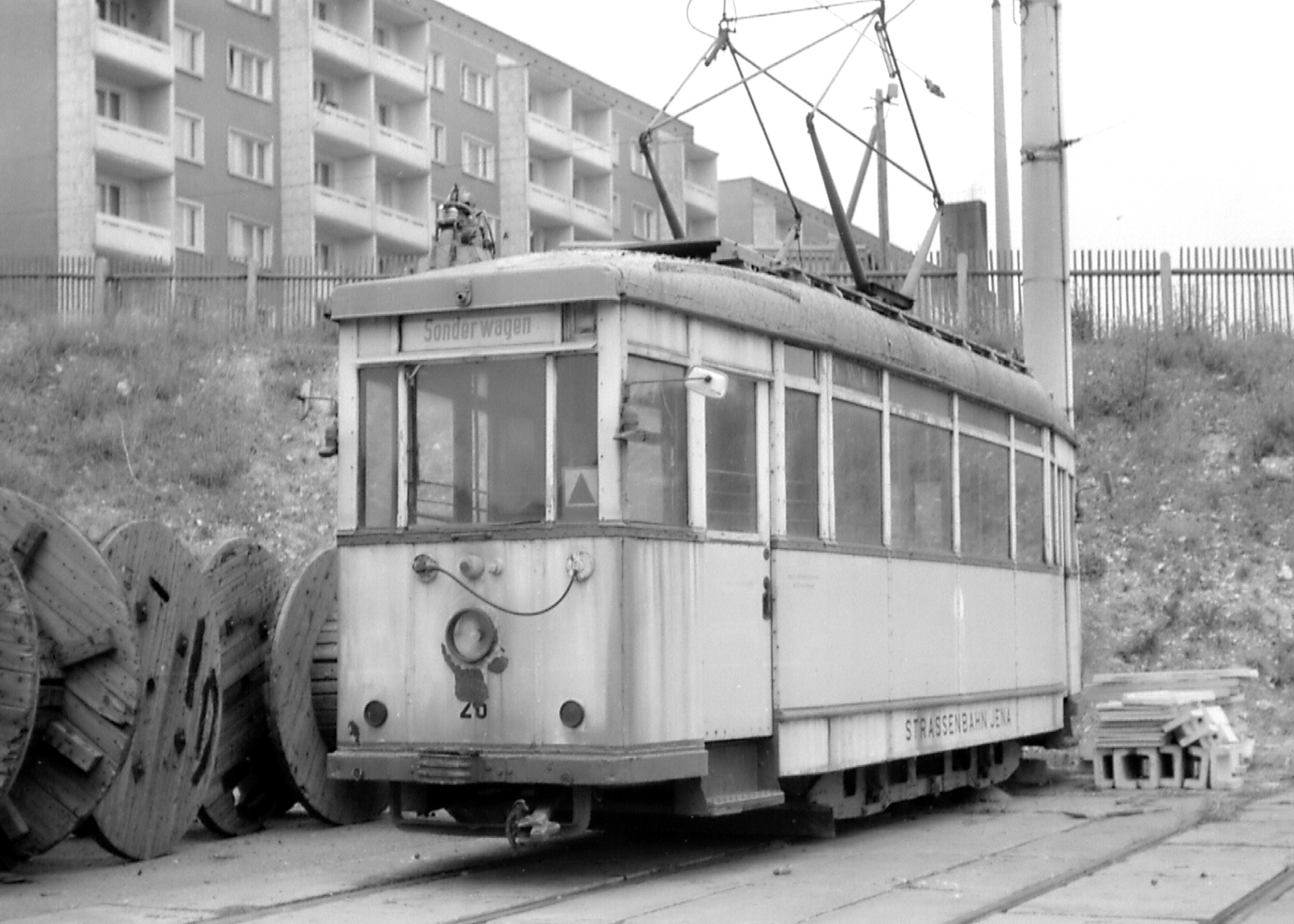
譲渡直後の26（1976年撮影）